# Te prometo anarquía
Te prometo anarquía é um filme de drama romântico mexicano de 2015 dirigido e escrito por Julio Hernández Cordón. Protagonizado por Diego Calva Hernández e Eduardo Eliseo Martinez, narra a história de dois amantes que, após a falência de um negócio, são afastados por suas mães. Estreou originalmente no Festival Internacional de Cinema de Locarno, sendo o único filme latino a competir para o Golden Leopard.

## Elenco
- Diego Calva Hernández - Miguel
- Eduardo Eliseo Martinez - Johnny
- Shvasti Calderón - Adri
- Oscar Mario Botello - David
- Gabriel Casanova - Gabriel
- Sarah Minter - mãe de Miguel
- Martha Claudia Moreno - mãe de Johnny
- Diego Escamilla Corona - Techno
- Milkman - David
- Erwin Jonathan Mora Alvarado - Príncipe Azteca
- Juan Pablo Escalante - Nito
- Daniel Adrián Mejía Aguirre - Hamster
- Mario Alberto Sánchez - Major Tom
- Yair Domínguez Monroy - Pedo Bomba
- Francisco Kjeldson - Safari